# FIVB Volleyball World Grand Prix 2017
FIVB Volleyball World Grand Prix 2017 var en turnering i volleyboll för damlandslag som spelades 7 juli till 6 augusti 2017 arrangerad av FIVB. Det var den 25:e och sista upplagan av turneringen som ersattes av Volleyball Nations League 2018. I turneringen deltog 32 landslag och Brasilien vann tävlingen för 12:e gången (andra i rad) genom att besegra Italien i finalen.. Natália Pereira, Brasilien, utsågs till mest värdefulla spelare.

## Regelverk

### Format
Lagen var uppdelade i tre grupper (divisioner), som spelade seriespel där alla mötte alla andra lag i gruppen. Därefter följde cupspel om seger i respektive grupp. Grupp 1 var den högsta divisionen och grupp 3 den lägst rankade division. Det var tolv lag i de bägge översta grupperna och åtta lag i grupp 3. Till slutspelet i respektive grupp gick arrangörslandet för slutspelet samt de tre bästa (grupp 2 och 3) eller fem bästa (grupp 1) övriga lagen. I grupp 1 spelade de sex lagen som gick vidare ett litet slutspel med två grupper om tre lag för att avgöra de fyra lag som skulle spela semifinal. I de övriga grupperna följde semifinalerna direkt på gruppspelet.

### Metod för att bestämma tabellplacering
Om slutresultatet blev 3-0 eller 3-1 tilldelades 3 poäng till det vinnande laget och 0 till det förlorande laget, om slutresultatet blev 3-2 tilldelades 2 poäng till det vinnande laget och 1 till det förlorande laget. 
Rankningsordningen i serien definierades utifrån:
- Antal vunna matcher
- Poäng
- Kvot vunna / förlorade set
- Kvot vunna / förlorade poäng.
- Inbördes möte(n).

## Deltagande lag
| Lag                     | Turnering                  | Deltog senast         |
| ----------------------- | -------------------------- | --------------------- |
| Algeriet                | 28:a World Grand Prix 2016 | World Grand Prix 2016 |
| Argentina               | 17:a World Grand Prix 2016 | World Grand Prix 2016 |
| Australien              | 27:a World Grand Prix 2016 | World Grand Prix 2016 |
| Belgien                 | 11:a World Grand Prix 2016 | World Grand Prix 2016 |
| Brasilien               | 1:a World Grand Prix 2016  | World Grand Prix 2016 |
| Bulgarien               | 16:a World Grand Prix 2016 | World Grand Prix 2016 |
| Kanada                  | 19:a World Grand Prix 2016 | World Grand Prix 2016 |
| Kamerun                 | Wild card                  | Debut                 |
| Kina                    | 5:a World Grand Prix 2016  | World Grand Prix 2016 |
| Colombia                | 24:a World Grand Prix 2016 | World Grand Prix 2016 |
| Sydkorea                | Wild card                  | World Grand Prix 2014 |
| Kroatien                | 21:a World Grand Prix 2016 | World Grand Prix 2016 |
| Frankrike               | Wild card                  | Debut                 |
| Tyskland                | 12:a World Grand Prix 2016 | World Grand Prix 2016 |
| Japan                   | 9:a World Grand Prix 2016  | World Grand Prix 2016 |
| Italien                 | 8:a World Grand Prix 2016  | World Grand Prix 2016 |
| Kazakstan               | 22:a World Grand Prix 2016 | World Grand Prix 2016 |
| Mexiko                  | 26:a World Grand Prix 2016 | World Grand Prix 2016 |
| Nederländerna           | 3:a World Grand Prix 2016  | World Grand Prix 2016 |
| Peru                    | 23:a World Grand Prix 2016 | World Grand Prix 2016 |
| Polen                   | 14:a World Grand Prix 2016 | World Grand Prix 2016 |
| Puerto Rico             | 15:a World Grand Prix 2016 | World Grand Prix 2016 |
| Tjeckien                | 18:a World Grand Prix 2016 | World Grand Prix 2016 |
| Dominikanska republiken | 13:a World Grand Prix 2016 | World Grand Prix 2016 |
| Ryssland                | 4:a World Grand Prix 2016  | World Grand Prix 2016 |
| Serbien                 | 7:a World Grand Prix 2016  | World Grand Prix 2016 |
| USA                     | 2:a World Grand Prix 2016  | World Grand Prix 2016 |
| Thailand                | 6:a World Grand Prix 2016  | World Grand Prix 2016 |
| Trinidad och Tobago     | Wild card                  | Debut                 |
| Turkiet                 | 10:a World Grand Prix 2016 | World Grand Prix 2016 |
| Ungern                  | Wild card                  | Debut                 |
| Venezuela               | Wild card                  | Debut                 |

## Turneringen

### Gruppspelsrundan

#### Grupp 1

##### Första veckan
| Grupp A1  | Grupp B1 | Grupp C1                |
| --------- | -------- | ----------------------- |
| Belgien   | Kina     | Japan                   |
| Brasilien | Italien  | Nederländerna           |
| Serbien   | Ryssland | Dominikanska republiken |
| Turkiet   | USA      | Thailand                |

###### Grupp A1
| 7 juli 2017 Başkent Voleybol Salonu, Ankara Speltid: 1h:21 - Åskådare: 3 000 | Turkiet   | 0 - 3 | Serbien   | 19-25, 17-25, 15-25               |
| 7 juli 2017 Başkent Voleybol Salonu, Ankara Speltid: 1h:33 - Åskådare: 600   | Belgien   | 0 - 3 | Brasilien | 22-25, 23-25, 18-25               |
| 8 juli 2017 Başkent Voleybol Salonu, Ankara Speltid: 1h:25 - Åskådare: 600   | Brasilien | 0 - 3 | Serbien   | 19-25, 20-25, 19-25               |
| 8 juli 2017 Başkent Voleybol Salonu, Ankara Speltid: 1h:58 - Åskådare: 3 500 | Turkiet   | 3 - 1 | Belgien   | 23-25, 25-20, 25-20, 25-16        |
| 9 juli 2017 Başkent Voleybol Salonu, Ankara Speltid: 1h:24 - Åskådare: 1 500 | Serbien   | 3 - 0 | Belgien   | 25-18, 25-18, 25-18               |
| 9 juli 2017 Başkent Voleybol Salonu, Ankara Speltid: 2h:32 - Åskådare: 7 000 | Turkiet   | 2 - 3 | Brasilien | 26-24, 17-25, 18-25, 25-22, 13-15 |

###### Grupp B1
| 7 juli 2017 Kunshan Sports Centre Stadium, Kunshan Speltid: 2h:06 - Åskådare: 1 380 | USA      | 3 - 2 | Ryssland | 22-25, 25-19, 25-27, 25-16, 15-11 |
| 7 juli 2017 Kunshan Sports Centre Stadium, Kunshan Speltid: 1h:56 - Åskådare: 4 440 | Kina     | 3 - 1 | Italien  | 25-20, 20-25, 25-23, 25-20        |
| 8 juli 2017 Kunshan Sports Centre Stadium, Kunshan Speltid: 1h:17 - Åskådare: 1 279 | Italien  | 0 - 3 | USA      | 21-25, 22-25, 19-25               |
| 8 juli 2017 Kunshan Sports Centre Stadium, Kunshan Speltid: 2h:19 - Åskådare: 4 565 | Kina     | 3 - 2 | Ryssland | 24-26, 25-21, 16-25, 27-25, 16-14 |
| 9 juli 2017 Kunshan Sports Centre Stadium, Kunshan Speltid: 2h:13 - Åskådare: 1 470 | Ryssland | 2 - 3 | Italien  | 21-25, 29-27, 26-24, 24-26, 10-15 |
| 9 juli 2017 Kunshan Sports Centre Stadium, Kunshan Speltid: 1h:28 - Åskådare: 5 315 | Kina     | 0 - 3 | USA      | 22-25, 22-25, 21-25               |

###### Grupp C1
| 7 juli 2017 Omnisport Apeldoorn, Apeldoorn Speltid: 1h:25 - Åskådare: 4 300 | Nederländerna           | 3 - 0 | Dominikanska republiken | 25-21, 25-19, 25-21              |
| 7 juli 2017 Omnisport Apeldoorn, Apeldoorn Speltid: 1h:57 - Åskådare: 1 800 | Japan                   | 3 - 2 | Thailand                | 25-19, 18-25, 25-14, 22-25, 15-9 |
| 8 juli 2017 Omnisport Apeldoorn, Apeldoorn Speltid: 1h:15 - Åskådare: 5 500 | Nederländerna           | 3 - 0 | Thailand                | 25-20, 26-24, 25-16              |
| 8 juli 2017 Omnisport Apeldoorn, Apeldoorn Speltid: 2h:23 - Åskådare: 3 670 | Dominikanska republiken | 3 - 1 | Japan                   | 25-20, 25-19, 24-26, 29-27       |
| 9 juli 2017 Omnisport Apeldoorn, Apeldoorn Speltid: 2h:09 - Åskådare: 5 500 | Nederländerna           | 2 - 3 | Japan                   | 25-17, 25-21, 18-25, 22-25, 9-15 |
| 9 juli 2017 Omnisport Apeldoorn, Apeldoorn Speltid: 2h:03 - Åskådare: 1 100 | Thailand                | 1 - 3 | Dominikanska republiken | 22-25, 25-22, 22-25, 18-25       |

##### Andra veckan
| Grupp D1  | Grupp E1 | Grupp F1                |
| --------- | -------- | ----------------------- |
| Brasilien | Kina     | Belgien                 |
| Japan     | Italien  | Nederländerna           |
| Serbien   | USA      | Dominikanska republiken |
| Thailand  | Turkiet  | Ryssland                |

###### Grupp D1
| 14 juli 2017 Sendai City Gymnasium, Sendai Speltid: 1h:24 - Åskådare: 800   | Brasilien | 3 - 0 | Serbien   | 26-24, 25-17, 25-22               |
| 14 juli 2017 Sendai City Gymnasium, Sendai Speltid: 1h:33 - Åskådare: 2 950 | Japan     | 3 - 1 | Thailand  | 25-19, 17-25, 25-18, 25-19        |
| 15 juli 2017 Sendai City Gymnasium, Sendai Speltid: 1h:21 - Åskådare: 3 650 | Japan     | 0 - 3 | Serbien   | 21-25, 20-25, 20-25               |
| 15 juli 2017 Sendai City Gymnasium, Sendai Speltid: 1h:24 - Åskådare: 2 100 | Brasilien | 0 - 3 | Thailand  | 22-25, 21-25, 27-29               |
| 16 juli 2017 Sendai City Gymnasium, Sendai Speltid: 2h:12 - Åskådare: 3 900 | Japan     | 3 - 2 | Brasilien | 25-22, 26-24, 19-25, 20-25, 17-15 |
| 16 juli 2017 Sendai City Gymnasium, Sendai Speltid: 1h:36 - Åskådare: 1 850 | Serbien   | 3 - 1 | Thailand  | 25-17, 23-25, 25-16, 25-19        |

###### Grupp E1
| 14 juli 2017 Fórum de Macau, Macao Speltid: 2h:01 - Åskådare: 2 880 | USA     | 3 - 1 | Turkiet | 25-21, 24-26, 25-19, 25-12        |
| 14 juli 2017 Fórum de Macau, Macao Speltid: 1h:20 - Åskådare: 3 935 | Kina    | 0 - 3 | Italien | 19-25, 22-25, 21-25               |
| 15 juli 2017 Fórum de Macau, Macao Speltid: 2h:06 - Åskådare: 3 265 | USA     | 2 - 3 | Italien | 22-25, 25-22, 21-25, 25-13, 13-15 |
| 15 juli 2017 Fórum de Macau, Macao Speltid: 2h:01 - Åskådare: 3 900 | Kina    | 3 - 1 | Turkiet | 25-23, 19-25, 25-23, 25-23        |
| 16 juli 2017 Fórum de Macau, Macao Speltid: 1h:17 - Åskådare: 3 235 | Italien | 3 - 0 | Turkiet | 25-13, 25-20, 25-14               |
| 16 juli 2017 Fórum de Macau, Macao Speltid: 2h:17 - Åskådare: 4 090 | Kina    | 3 - 2 | USA     | 25-27, 25-23, 25-21, 23-25, 15-11 |

###### Grupp F1
| 14 juli 2017 Dvorec Sporta Jantarnyj, Kaliningrad Speltid: 1h:18 - Åskådare: 1 100 | Nederländerna           | 3 - 0 | Belgien                 | 25-22, 25-19, 25-21               |
| 14 juli 2017 Dvorec Sporta Jantarnyj, Kaliningrad Speltid: 1h:46 - Åskådare: 2 600 | Ryssland                | 3 - 1 | Dominikanska republiken | 16-25, 25-23, 25-21, 25-14        |
| 15 juli 2017 Dvorec Sporta Jantarnyj, Kaliningrad Speltid: 2h:11 - Åskådare: 1 000 | Nederländerna           | 3 - 2 | Dominikanska republiken | 23-25, 22-25, 25-22, 25-23, 15-8  |
| 15 juli 2017 Dvorec Sporta Jantarnyj, Kaliningrad Speltid: 1h:25 - Åskådare: 3 400 | Ryssland                | 3 - 0 | Belgien                 | 26-24, 25-14, 25-22               |
| 16 juli 2017 Dvorec Sporta Jantarnyj, Kaliningrad Speltid: 2h:01 - Åskådare: 1 000 | Dominikanska republiken | 3 - 2 | Belgien                 | 25–13, 21–25, 25–21, 18–25, 15–11 |
| 16 juli 2017 Dvorec Sporta Jantarnyj, Kaliningrad Speltid: 1h:14 - Åskådare: 3 900 | Ryssland                | 0 - 3 | Nederländerna           | 25–13, 21–25, 25–21, 18–25, 15–11 |

##### Tredje veckan
| Grupp G1 | Grupp H1                | Grupp I1      |
| -------- | ----------------------- | ------------- |
| Kina     | Italien                 | Belgien       |
| Japan    | Dominikanska republiken | Brasilien     |
| Ryssland | Thailand                | Nederländerna |
| Serbien  | Turkiet                 | USA           |

###### Grupp G1
| 21 juli 2017 Hong Kong Coliseum, Hong Kong Speltid: 1h:21 - Åskådare: 8 360  | Serbien | 3 - 0 | Ryssland | 26-24, 25-14, 25-19               |
| 21 juli 2017 Hong Kong Coliseum, Hong Kong Speltid: 1h:59 - Åskådare: 10 714 | Kina    | 3 - 1 | Japan    | 25-19, 25-20, 33-35, 25-21        |
| 22 juli 2017 Hong Kong Coliseum, Hong Kong Speltid: 2h:03 - Åskådare: 8 358  | Japan   | 3 - 2 | Serbien  | 21-25, 20-25, 25-23, 25-20, 15-12 |
| 22 juli 2017 Hong Kong Coliseum, Hong Kong Speltid: 2h:02 - Åskådare: 10 714 | Kina    | 1 - 3 | Ryssland | 23-25, 25-22, 18-25, 26-28        |
| 23 juli 2017 Hong Kong Coliseum, Hong Kong Speltid: 2h:04 - Åskådare: 8 191  | Japan   | 3 - 2 | Ryssland | 23-25, 19-25, 25-20, 25-22, 15-10 |
| 23 juli 2017 Hong Kong Coliseum, Hong Kong Speltid: 1h:45 - Åskådare: 10 714 | Kina    | 1 - 3 | Serbien  | 21-25, 20-25, 25-18, 15-25        |

###### Grupp H1
| 21 juli 2017 Indo Satediam Hua Mak, Bangkok Speltid: 2h:02 - Åskådare: 5 000  | Italien                 | 3 - 1 | Turkiet                 | 25-17, 20-25, 25-21, 32-30       |
| 21 juli 2017 Indo Satediam Hua Mak, Bangkok Speltid: 2h:03 - Åskådare: 9 000  | Thailand                | 2 - 3 | Dominikanska republiken | 25-17, 21-25, 26-24, 21-25, 7-15 |
| 22 juli 2017 Indo Satediam Hua Mak, Bangkok Speltid: 1h:18 - Åskådare: 6 000  | Italien                 | 3 - 0 | Dominikanska republiken | 25-20, 25-22, 25-15              |
| 22 juli 2017 Indo Satediam Hua Mak, Bangkok Speltid: 1h:17 - Åskådare: 10 000 | Thailand                | 3 - 0 | Turkiet                 | 25-20, 25-22, 25-11              |
| 23 juli 2017 Indo Satediam Hua Mak, Bangkok Speltid: 1h:40 - Åskådare: 6 000  | Dominikanska republiken | 0 - 3 | Turkiet                 | 14-25, 31-33, 23-25              |
| 23 juli 2017 Indo Satediam Hua Mak, Bangkok Speltid: 1h:19 - Åskådare: 11 000 | Thailand                | 3 - 0 | Italien                 | 25-13, 25-21, 25-20              |

###### Grupp I1
| 20 juli 2017 Ginásio Aecim Tocantins, Cuiabá Speltid: 1h:27 - Åskådare: 3 380  | Brasilien | 3 - 0 | Belgien       | 28-26, 25-19, 25-20              |
| 20 juli 2017 Ginásio Aecim Tocantins, Cuiabá Speltid: 1h:53 - Åskådare: 1 100  | USA       | 3 - 1 | Nederländerna | 25-15, 23-25, 28-26, 25-21       |
| 21 juli 2017 Ginásio Aecim Tocantins, Cuiabá Speltid: 1h:45 - Åskådare: 4 776  | Brasilien | 3 - 1 | Nederländerna | 25-17, 25-14, 18-25, 25-19       |
| 21 juli 2017 Ginásio Aecim Tocantins, Cuiabá Speltid: 1h:42 - Åskådare: 527    | USA       | 3 - 1 | Belgien       | 25-14, 16-25, 25-19, 26-24       |
| 23 juli 2017 Ginásio Aecim Tocantins, Cuiabá Speltid: 1h:45 - Åskådare: 10 143 | Brasilien | 3 - 1 | USA           | 25-20, 25-13, 18-25, 25-18       |
| 23 juli 2017 Ginásio Aecim Tocantins, Cuiabá Speltid: 2h:06 - Åskådare: 1 253  | Belgien   | 2 - 3 | Nederländerna | 27-29, 25-18, 12-25, 25-22, 8-15 |

##### Sluttabell
| Pos. | Lag                     | Pt | M | V | F | SV | SF | Kvot  | PV  | PF  | Kvot  |
| ---- | ----------------------- | -- | - | - | - | -- | -- | ----- | --- | --- | ----- |
| 1.   | Serbien                 | 22 | 9 | 7 | 2 | 23 | 8  | 2,875 | 735 | 621 | 1,183 |
| 2.   | USA                     | 19 | 9 | 6 | 3 | 23 | 14 | 1,642 | 843 | 778 | 1,083 |
| 3.   | Brasilien               | 18 | 9 | 6 | 3 | 20 | 13 | 1,538 | 765 | 702 | 1,089 |
| 4.   | Nederländerna           | 17 | 9 | 6 | 3 | 22 | 13 | 1,692 | 781 | 736 | 1,061 |
| 5.   | Italien                 | 16 | 9 | 6 | 3 | 19 | 14 | 1,357 | 748 | 720 | 1,038 |
| 6.   | Japan                   | 13 | 9 | 6 | 3 | 20 | 20 | 1,000 | 868 | 876 | 0,990 |
| 7.   | Kina                    | 13 | 9 | 5 | 4 | 17 | 19 | 0,894 | 818 | 838 | 0,976 |
| 8.   | Dominikanska republiken | 11 | 9 | 4 | 5 | 15 | 21 | 0,714 | 782 | 808 | 0,967 |
| 9.   | Ryssland                | 13 | 9 | 3 | 6 | 17 | 20 | 0,850 | 801 | 830 | 0,965 |
| 10.  | Thailand                | 11 | 9 | 3 | 6 | 16 | 18 | 0,888 | 726 | 751 | 0,966 |
| 11.  | Turkiet                 | 7  | 9 | 2 | 7 | 11 | 22 | 0,500 | 696 | 780 | 0,892 |
| 12.  | Belgien                 | 2  | 9 | 0 | 9 | 6  | 7  | 0,222 | 659 | 782 | 0,842 |

#### Grupp 2

##### Första veckan
| Grupp A2  | Grupp B2  | Grupp C2    |
| --------- | --------- | ----------- |
| Bulgarien | Argentina | Colombia    |
| Sydkorea  | Kanada    | Peru        |
| Tyskland  | Kroatien  | Puerto Rico |
| Kazakstan | Polen     | Tjeckien    |

###### Grupp A2
| 7 juli 2017 Bulstrad Arena, Ruse Speltid: 1h:57 - Åskådare: 250   | Sydkorea  | 3 - 1 | Tyskland  | 19-25, 25-23, 25-18, 25-23        |
| 7 juli 2017 Bulstrad Arena, Ruse Speltid: 1h:12 - Åskådare: 640   | Bulgarien | 3 - 0 | Kazakstan | 25-22, 25-19, 25-14               |
| 8 juli 2017 Bulstrad Arena, Ruse Speltid: 1h:08 - Åskådare: 175   | Tyskland  | 3 - 0 | Kazakstan | 25-13, 25-21, 25-17               |
| 8 juli 2017 Bulstrad Arena, Ruse Speltid: 1h:59 - Åskådare: 1 250 | Bulgarien | 3 - 2 | Sydkorea  | 20-25, 25-15, 25-14, 22-25, 15-8  |
| 9 juli 2017 Bulstrad Arena, Ruse Speltid: 1h:14 - Åskådare: 320   | Kazakstan | 0 - 3 | Sydkorea  | 12-25, 19-25, 14-25               |
| 9 juli 2017 Bulstrad Arena, Ruse Speltid: 2h:09 - Åskådare: 2 100 | Bulgarien | 2 - 3 | Tyskland  | 22-25, 25-20, 20-25, 25-17, 13-15 |

###### Grupp B2
| 7 juli 2017 Estadio Ruca Che, Neuquén Speltid: 1h:07 - Åskådare: 2 000 | Kroatien  | 0 - 3 | Polen    | 10-25, 9-25, 18-25                |
| 7 juli 2017 Estadio Ruca Che, Neuquén Speltid: 1h:25 - Åskådare: 4 500 | Argentina | 0 - 3 | Kanada   | 18-25, 14-25, 20-25               |
| 8 juli 2017 Estadio Ruca Che, Neuquén Speltid: 1h:25 - Åskådare: 1 500 | Polen     | 3 - 0 | Kanada   | 25-22, 25-9, 25-23                |
| 8 juli 2017 Estadio Ruca Che, Neuquén Speltid: 2h:15 - Åskådare: 5 000 | Argentina | 2 - 3 | Kroatien | 25-20, 28-30, 25-15, 22-25, 14-16 |
| 9 juli 2017 Estadio Ruca Che, Neuquén Speltid: 1h:35 - Åskådare: 800   | Kanada    | 3 - 1 | Kroatien | 23-25, 25-11, 25-11, 25-18        |
| 9 juli 2017 Estadio Ruca Che, Neuquén Speltid: 1h:12 - Åskådare: 5 000 | Argentina | 0 - 3 | Polen    | 21-25, 19-25, 14-25               |

###### Grupp C2
| 7 juli 2017 Coliseo Cerrado de Chiclayo, Chiclayo Speltid: 1h:18 - Åskådare: 2 800 | Tjeckien    | 3 - 0 | Colombia    | 25-23, 25-21, 25-20        |
| 7 juli 2017 Coliseo Cerrado de Chiclayo, Chiclayo Speltid: 1h:37 - Åskådare: 5 000 | Peru        | 3 - 1 | Puerto Rico | 17-25, 25-15, 25-19, 25-21 |
| 8 juli 2017 Coliseo Cerrado de Chiclayo, Chiclayo Speltid: 1h:41 - Åskådare: 3 000 | Puerto Rico | 1 - 3 | Tjeckien    | 20-25, 28-26, 21-25, 18-25 |
| 8 juli 2017 Coliseo Cerrado de Chiclayo, Chiclayo Speltid: 1h:17 - Åskådare: 5 500 | Peru        | 3 - 0 | Colombia    | 25-15, 25-21, 26-24        |
| 9 juli 2017 Coliseo Cerrado de Chiclayo, Chiclayo Speltid: 1h:16 - Åskådare: 5 000 | Puerto Rico | 0 - 3 | Colombia    | 16-25, 12-25, 24-26        |
| 9 juli 2017 Coliseo Cerrado de Chiclayo, Chiclayo Speltid: 1h:47 - Åskådare: 6 000 | Peru        | 1 - 3 | Tjeckien    | 24-26, 25-21, 22-25, 23-25 |

##### Andra veckan
| Grupp D2  | Grupp E2  | Grupp F2    |
| --------- | --------- | ----------- |
| Colombia  | Argentina | Bulgarien   |
| Kroatien  | Sydkorea  | Kanada      |
| Tyskland  | Peru      | Puerto Rico |
| Kazakstan | Polen     | Tjeckien    |

###### Grupp D2
| 14 juli 2017 Baluan Sholak Sports Palace, Almaty Speltid: 1h:47 - Åskådare: 1 150 | Colombia  | 3 - 1 | Kroatien | 25-27, 22-25, 8-25         |
| 14 juli 2017 Baluan Sholak Sports Palace, Almaty Speltid: 1h:40 - Åskådare: 2 500 | Kazakstan | 1 - 3 | Tyskland | 22-25, 25-17, 27-25, 27-25 |
| 15 juli 2017 Baluan Sholak Sports Palace, Almaty Speltid: 1h:09 - Åskådare: 1 500 | Kroatien  | 0 - 3 | Tyskland | 24-26, 15-25, 6-25         |
| 15 juli 2017 Baluan Sholak Sports Palace, Almaty Speltid: 1h:52 - Åskådare: 2 800 | Kazakstan | 1 - 3 | Colombia | 21-25, 25-20, 25-27, 16-25 |
| 16 juli 2017 Baluan Sholak Sports Palace, Almaty Speltid: 1h:14 - Åskådare: 1 550 | Tyskland  | 3 - 0 | Colombia | 25-16, 25-16, 25-23        |
| 16 juli 2017 Baluan Sholak Sports Palace, Almaty Speltid: 1h:45 - Åskådare: 2 900 | Kazakstan | 3 - 1 | Kroatien | 25-22, 22-25, 25-20, 25-15 |

###### Grupp E2
| 14 juli 2017 Hala KSZO, Ostrowiec Świętokrzyski Speltid: 1h:20 - Åskådare: 300   | Argentina | 0 - 3 | Sydkorea  | 25-27, 22-25, 8-25         |
| 14 juli 2017 Hala KSZO, Ostrowiec Świętokrzyski Speltid: 2h:03 - Åskådare: 1 000 | Polen     | 3 - 1 | Peru      | 22-25, 25-17, 27-25, 27-25 |
| 15 juli 2017 Hala KSZO, Ostrowiec Świętokrzyski Speltid: 1h:30 - Åskådare: 450   | Sydkorea  | 3 - 0 | Peru      | 26-24, 27-25, 25-15        |
| 15 juli 2017 Hala KSZO, Ostrowiec Świętokrzyski Speltid: 1h:13 - Åskådare: 1 700 | Polen     | 3 - 0 | Argentina | 25-10, 26-24, 25-15        |
| 16 juli 2017 Hala KSZO, Ostrowiec Świętokrzyski Speltid: 1h:53 - Åskådare: 450   | Peru      | 3 - 1 | Argentina | 25-18, 18-25, 25-23, 25-19 |
| 16 juli 2017 Hala KSZO, Ostrowiec Świętokrzyski Speltid: 2h:05 - Åskådare: 1 700 | Polen     | 1 - 3 | Sydkorea  | 26-24, 23-25, 19-25, 24-26 |

###### Grupp F2
| 14 juli 2017 Coliseo Roberto Clemente, San Juan Speltid: 2h:01 - Åskådare: 3 000 | Tjeckien    | 3 - 2 | Bulgarien | 25-27, 25-20, 12-25, 25-14, 15-9  |
| 14 juli 2017 Coliseo Roberto Clemente, San Juan Speltid: 2h:30 - Åskådare: 6 800 | Puerto Rico | 3 - 2 | Kanada    | 25-20, 25-21, 22-25, 20-25, 15-13 |
| 15 juli 2017 Coliseo Roberto Clemente, San Juan Speltid: 2h:01 - Åskådare: 3 200 | Bulgarien   | 3 - 1 | Kanada    | 15-25, 30-28, 31-29, 25-21        |
| 15 juli 2017 Coliseo Roberto Clemente, San Juan Speltid: 1h:28 - Åskådare: 8 500 | Puerto Rico | 3 - 0 | Tjeckien  | 25-20, 25-21, 25-17               |
| 16 juli 2017 Coliseo Roberto Clemente, San Juan Speltid: 2h:13 - Åskådare: 3 000 | Tjeckien    | 3 - 2 | Kanada    | 25-22, 18-25, 16-25, 25-23, 15-11 |
| 16 juli 2017 Coliseo Roberto Clemente, San Juan Speltid: 2h:30 - Åskådare: 8 700 | Puerto Rico | 3 - 2 | Bulgarien | 26-24, 22-25, 25-18, 33-35, 15-7  |

##### Tredje veckan
| Grupp G2 | Grupp H2  | Grupp I2    |
| -------- | --------- | ----------- |
| Kanada   | Colombia  | Argentina   |
| Tyskland | Sydkorea  | Bulgarien   |
| Peru     | Kazakstan | Kroatien    |
| Tjeckien | Polen     | Puerto Rico |

###### Grupp G2
| 21 juli 2017 Richmond Olympic Oval, Richmond Speltid: 1h:13 - Åskådare: 1 700 | Kanada   | 0 - 3 | Tyskland | 17-25, 18-25, 20-25        |
| 21 juli 2017 Richmond Olympic Oval, Richmond Speltid: 1h:55 - Åskådare: 1 000 | Peru     | 1 - 3 | Tjeckien | 23-25, 22-25, 25-19, 17-25 |
| 22 juli 2017 Richmond Olympic Oval, Richmond Speltid: 1h:52 - Åskådare: 1 925 | Kanada   | 3 - 1 | Peru     | 20-25, 25-17, 25-17, 25-21 |
| 22 juli 2017 Richmond Olympic Oval, Richmond Speltid: 1h:15 - Åskådare: 1 350 | Tjeckien | 0 - 3 | Tyskland | 18-25, 21-25, 15-25        |
| 23 juli 2017 Richmond Olympic Oval, Richmond Speltid: 1h:43 - Åskådare: 1 950 | Kanada   | 1 - 3 | Tjeckien | 21-25, 22-25, 25-17, 16-25 |
| 23 juli 2017 Richmond Olympic Oval, Richmond Speltid: 1h:21 - Åskådare: 1 460 | Tyskland | 3 - 0 | Peru     | 25-18, 25-21, 25-23        |

###### Grupp H2
| 21 juli 2017 Suwon Gymnasium, Suwon Speltid: 1h:06 - Åskådare: 250   | Colombia  | 3 - 0 | Polen     | 25-12, 25-14, 25-17 |
| 21 juli 2017 Suwon Gymnasium, Suwon Speltid: 1h:06 - Åskådare: 3 150 | Sydkorea  | 0 - 3 | Kazakstan | 15-25, 14-25, 16-25 |
| 22 juli 2017 Suwon Gymnasium, Suwon Speltid: 1h:24 - Åskådare: 5 000 | Sydkorea  | 3 - 0 | Colombia  | 25-23, 25-20, 25-19 |
| 22 juli 2017 Suwon Gymnasium, Suwon Speltid: 1h:11 - Åskådare: 450   | Polen     | 3 - 0 | Kazakstan | 25-12, 25-21, 25-14 |
| 23 juli 2017 Suwon Gymnasium, Suwon Speltid: 1h:31 - Åskådare: 5 000 | Sydkorea  | 3 - 0 | Polen     | 25-23, 25-20, 25-22 |
| 23 juli 2017 Suwon Gymnasium, Suwon Speltid: 1h:19 - Åskådare: 350   | Kazakstan | 0 - 3 | Colombia  | 22-25, 19-25, 20-25 |

###### Grupp I2
| 21 juli 2017 Varaždin Arena, Varaždin Speltid: 1h:41 - Åskådare: 200 | Bulgarien   | 1 - 3 | Puerto Rico | 25-17, 16-25, 18-25, 26-28        |
| 21 juli 2017 Varaždin Arena, Varaždin Speltid: 1h:51 - Åskådare: 600 | Kroatien    | 1 - 3 | Argentina   | 28-26, 19-25, 16-25, 13-25        |
| 22 juli 2017 Varaždin Arena, Varaždin Speltid: 1h:20 - Åskådare: 100 | Puerto Rico | 0 - 3 | Argentina   | 21-25, 15-25, 21-25               |
| 22 juli 2017 Varaždin Arena, Varaždin Speltid: 1h:08 - Åskådare: 550 | Kroatien    | 0 - 3 | Bulgarien   | 18-25, 17-25, 17-25               |
| 23 juli 2017 Varaždin Arena, Varaždin Speltid: 1h:56 - Åskådare: 100 | Bulgarien   | 3 - 2 | Argentina   | 25-22, 17-25, 18-25, 25-19, 15-12 |
| 23 juli 2017 Varaždin Arena, Varaždin Speltid: 2h:03 - Åskådare: 700 | Kroatien    | 2 - 3 | Puerto Rico | 19-25, 20-25, 26-24, 25-19, 6-15  |

##### Sluttabell
| Pos. | Lag         | Pt | M | V | F | SV | SF | Kvot  | PV  | PF  | Kvot  |
| ---- | ----------- | -- | - | - | - | -- | -- | ----- | --- | --- | ----- |
| 1.   | Sydkorea    | 25 | 9 | 8 | 1 | 26 | 5  | 5,200 | 736 | 622 | 1,183 |
| 2.   | Tyskland    | 23 | 9 | 8 | 1 | 25 | 6  | 4,166 | 737 | 602 | 1,224 |
| 3.   | Polen       | 21 | 9 | 7 | 2 | 22 | 7  | 3,142 | 709 | 553 | 1,282 |
| 4.   | Tjeckien    | 19 | 9 | 7 | 2 | 21 | 14 | 1,500 | 775 | 764 | 1,014 |
| 5.   | Bulgarien   | 16 | 9 | 5 | 4 | 22 | 17 | 1,294 | 852 | 820 | 1,039 |
| 6.   | Puerto Rico | 12 | 9 | 5 | 4 | 17 | 19 | 0,894 | 782 | 796 | 0,982 |
| 7.   | Colombia    | 12 | 9 | 4 | 5 | 12 | 17 | 0,705 | 634 | 664 | 0,954 |
| 8.   | Kanada      | 11 | 9 | 3 | 6 | 15 | 20 | 0,750 | 774 | 745 | 1,038 |
| 9.   | Peru        | 9  | 9 | 3 | 6 | 13 | 20 | 0,650 | 737 | 768 | 0,959 |
| 10.  | Argentina   | 8  | 9 | 2 | 7 | 11 | 22 | 0,500 | 688 | 735 | 0,936 |
| 11.  | Kroatien    | 3  | 9 | 1 | 8 | 9  | 26 | 0,346 | 646 | 844 | 0,765 |
| 12.  | Kazakstan   | 3  | 9 | 1 | 8 | 5  | 25 | 0,200 | 567 | 724 | 0,783 |

#### Grupp 3

##### Första veckan
| Grupp A3            | Grupp B3  |
| ------------------- | --------- |
| Australien          | Algeriet  |
| Mexiko              | Kamerun   |
| Trinidad och Tobago | Frankrike |
| Ungern              | Venezuela |

###### Grupp A3
| 7 juli 2017 Gimnasio Olímpico, Aguascalientes Speltid: 1h:13 - Åskådare: 920   | Ungern     | 3 - 0 | Trinidad och Tobago | 25-21, 25-20, 25-16        |
| 7 juli 2017 Gimnasio Olímpico, Aguascalientes Speltid: 1h:47 - Åskådare: 2 000 | Mexiko     | 3 - 1 | Australien          | 22-25, 25-22, 25-18, 25-23 |
| 8 juli 2017 Gimnasio Olímpico, Aguascalientes Speltid: 1h:43 - Åskådare: 1 800 | Australien | 1 - 3 | Ungern              | 17-25, 21-25, 27-25, 19-25 |
| 8 juli 2017 Gimnasio Olímpico, Aguascalientes Speltid: 1h:41 - Åskådare: 2 800 | Mexiko     | 3 - 1 | Trinidad och Tobago | 22-25, 25-17, 25-19, 25-10 |
| 9 juli 2017 Gimnasio Olímpico, Aguascalientes Speltid: 1h:11 - Åskådare: 2 600 | Australien | 3 - 0 | Trinidad och Tobago | 25-20, 25-12, 25-23        |
| 9 juli 2017 Gimnasio Olímpico, Aguascalientes Speltid: 1h:22 - Åskådare: 2 400 | Mexiko     | 0 - 3 | Ungern              | 21-25, 22-25, 18-25        |

###### Grupp B3
| 7 juli 2017 Palais des sports de Yaoundé, Yaoundé Speltid: 2h:01 - Åskådare: 2 500 | Frankrike | 3 - 2 | Venezuela | 24-26, 25-12, 19-25, 25-21, 15-10 |
| 7 juli 2017 Palais des sports de Yaoundé, Yaoundé Speltid: 1h:12 - Åskådare: 3 000 | Kamerun   | 3 - 0 | Algeriet  | 25-22, 25-11, 25-22               |
| 8 juli 2017 Palais des sports de Yaoundé, Yaoundé Speltid: 1h:05 - Åskådare: 1 000 | Frankrike | 3 - 0 | Algeriet  | 25-14, 25-11, 25-19               |
| 8 juli 2017 Palais des sports de Yaoundé, Yaoundé Speltid: 1h:13 - Åskådare: 1 600 | Kamerun   | 0 - 3 | Venezuela | 20-25, 22-25, 15-25               |
| 9 juli 2017 Palais des sports de Yaoundé, Yaoundé Speltid: 1h:16 - Åskådare: 800   | Algeriet  | 0 - 3 | Venezuela | 15-25, 17-25, 15-25               |
| 9 juli 2017 Palais des sports de Yaoundé, Yaoundé Speltid: 1h:47 - Åskådare: 3 000 | Kamerun   | 1 - 3 | Frankrike | 16-25, 27-25, 19-25, 16-25        |

##### Andra veckan
| Grupp C3  | Grupp D3            |
| --------- | ------------------- |
| Algeriet  | Australien          |
| Mexiko    | Kamerun             |
| Ungern    | Frankrike           |
| Venezuela | Trinidad och Tobago |

###### Grupp C3
| 14 juli 2017 Poliedro de Caracas, Caracas Speltid: 1h:09 - Åskådare: 500   | Mexiko    | 0 - 3 | Ungern   | 14-25, 20-25, 13-25 |
| 14 juli 2017 Poliedro de Caracas, Caracas Speltid: 1h:11 - Åskådare: 2 000 | Venezuela | 3 - 0 | Algeriet | 28-26, 25-18, 25-18 |
| 15 juli 2017 Poliedro de Caracas, Caracas Speltid: 1h:01 - Åskådare: 300   | Algeriet  | 0 - 3 | Ungern   | 7-25, 9-25, 16-25   |
| 15 juli 2017 Poliedro de Caracas, Caracas Speltid: 1h:24 - Åskådare: 2 500 | Venezuela | 3 - 0 | Mexiko   | 25-22, 25-22, 25-23 |
| 16 juli 2017 Poliedro de Caracas, Caracas Speltid: 1h:12 - Åskådare: 300   | Mexiko    | 3 - 0 | Algeriet | 25-19, 25-20, 25-19 |
| 16 juli 2017 Poliedro de Caracas, Caracas Speltid: 1h:16 - Åskådare: 1 300 | Venezuela | 0 - 3 | Ungern   | 18-25, 19-25, 23-25 |

###### Grupp D3
| 14 juli 2017 National Cycling Center, Port of Spain Speltid: 1h:16 - Åskådare: 250   | Kamerun             | 0 - 3 | Frankrike  | 21-25, 22-25, 23-25               |
| 14 juli 2017 National Cycling Center, Port of Spain Speltid: 1h:43 - Åskådare: 500   | Trinidad och Tobago | 3 - 1 | Australien | 16-25, 25-17, 26-24, 25-17        |
| 15 juli 2017 National Cycling Center, Port of Spain Speltid: 1h:36 - Åskådare: 200   | Kamerun             | 3 - 1 | Australien | 19-25, 25-21, 25-15, 25-19        |
| 15 juli 2017 National Cycling Center, Port of Spain Speltid: 1h:17 - Åskådare: 950   | Trinidad och Tobago | 0 - 3 | Frankrike  | 20-25, 22-25, 20-25               |
| 16 juli 2017 National Cycling Center, Port of Spain Speltid: 1h:56 - Åskådare: 350   | Frankrike           | 3 - 2 | Australien | 17-25, 25-18, 25-23, 24-26, 15-12 |
| 16 juli 2017 National Cycling Center, Port of Spain Speltid: 1h:58 - Åskådare: 1 000 | Trinidad och Tobago | 2 - 3 | Kamerun    | 18-25, 25-18, 17-25, 25-18, 10-15 |

##### Sluttabell
| Pos. | Lag                 | Pt | M | V | F | SV | SF | Kvot   | PV  | PF  | Kvot  |
| ---- | ------------------- | -- | - | - | - | -- | -- | ------ | --- | --- | ----- |
| 1.   | Ungern              | 18 | 6 | 6 | 0 | 18 | 1  | 18,000 | 475 | 341 | 1,392 |
| 2.   | Frankrike           | 16 | 6 | 6 | 0 | 18 | 5  | 3,600  | 539 | 448 | 1,203 |
| 3.   | Venezuela           | 13 | 6 | 4 | 2 | 14 | 6  | 2,333  | 457 | 416 | 1,098 |
| 4.   | Mexiko              | 9  | 6 | 3 | 3 | 9  | 11 | 0,818  | 444 | 442 | 1,004 |
| 5.   | Kamerun             | 8  | 6 | 3 | 3 | 10 | 12 | 0,833  | 471 | 480 | 0,981 |
| 6.   | Australien          | 4  | 6 | 1 | 5 | 9  | 15 | 0,600  | 514 | 544 | 0,944 |
| 7.   | Trinidad och Tobago | 4  | 6 | 1 | 5 | 6  | 16 | 0,375  | 432 | 506 | 0,853 |
| 8.   | Algeriet            | 0  | 6 | 0 | 6 | 0  | 18 | 0,000  | 298 | 453 | 0,657 |

### Slutspelsrundan

#### Grupp 1

##### Gruppspel
| Grupp J1      | Grupp K1 |
| ------------- | -------- |
| Brasilien     | Italien  |
| Kina          | Serbien  |
| Nederländerna | USA      |

###### Grupp J1 - Resultat
| 2 augusti 2017 Centro Sportivo Olimpico, Nanjing Speltid: 1h:25 - Åskådare: 9 000  | Kina      | 3 - 0 | Brasilien     | 25-22, 25-17, 29-27               |
| 3 augusti 2017 Centro Sportivo Olimpico, Nanjing Speltid: 2h:21 - Åskådare: 3 000  | Brasilien | 3 - 2 | Nederländerna | 25-27, 25-23, 22-25, 25-22, 15-11 |
| 4 augusti 2017 Centro Sportivo Olimpico, Nanjing Speltid: 2h:12 - Åskådare: 11 000 | Kina      | 3 - 2 | Nederländerna | 25-23, 23-25, 25-23, 20-25, 18-16 |

###### Grupp J1 - Sluttabell
| Pos. | Lag           | Pt | M | V | F | SV | SF | Kvot  | PV  | PF  | Kvot  |
| ---- | ------------- | -- | - | - | - | -- | -- | ----- | --- | --- | ----- |
| 1.   | Kina          | 5  | 2 | 2 | 0 | 6  | 2  | 3,000 | 190 | 178 | 1,067 |
| 2.   | Brasilien     | 2  | 2 | 1 | 1 | 3  | 5  | 0,600 | 178 | 187 | 0,951 |
| 3.   | Nederländerna | 2  | 2 | 0 | 2 | 4  | 6  | 0,666 | 220 | 223 | 0,986 |

###### Grupp K1 - Resultat
| 2 augusti 2017 Centro Sportivo Olimpico, Nanjing Speltid: 2h:08 - Åskådare: 2 000 | Serbien | 3 - 2 | USA     | 25-22, 25-17, 23-25, 18-25, 15-11 |
| 3 augusti 2017 Centro Sportivo Olimpico, Nanjing Speltid: 1h:51 - Åskådare: 3 000 | USA     | 1 - 3 | Italien | 21-25, 25-22, 22-25, 21-25        |
| 4 augusti 2017 Centro Sportivo Olimpico, Nanjing Speltid: 1h:51 - Åskådare: 2 000 | Serbien | 3 - 1 | Italien | 25-18, 25-19, 16-25, 27-25        |

###### Grupp K1 - Sluttabell
| Pos. | Lag     | Pt | M | V | F | SV | SF | Kvot  | PV  | PF  | Kvot  |
| ---- | ------- | -- | - | - | - | -- | -- | ----- | --- | --- | ----- |
| 1.   | Serbien | 5  | 2 | 2 | 0 | 6  | 3  | 2,000 | 199 | 187 | 1,064 |
| 2.   | Italien | 3  | 2 | 1 | 1 | 4  | 4  | 1,000 | 184 | 182 | 1,010 |
| 3.   | USA     | 1  | 2 | 0 | 2 | 3  | 6  | 0,500 | 189 | 203 | 0,931 |

##### Final Four
|  | Semifinaler | Semifinaler | Semifinaler |           |     | Final               | Final               | Final               |  |
|  |             |             |             |           |     |                     |                     |                     |  |
|  | 1J1         | Kina        | 1           |           |     |                     |                     |                     |  |
|  | 1J1         | Kina        | 1           |           |     |                     |                     |                     |  |
|  | 2K1         | Italien     | 3           |           |     |                     |                     |                     |  |
|  | 2K1         | Italien     | 3           |           | 2K1 | Italien             | 2                   |                     |  |
|  |             |             |             |           | 2K1 | Italien             | 2                   |                     |  |
|  |             |             | 2J1         | Brasilien | 3   |                     |                     |                     |  |
|  | 1K1         | Serbien     | 2J1         | Brasilien | 3   | 1                   |                     |                     |  |
|  | 1K1         | Serbien     |             |           |     | 1                   |                     |                     |  |
|  | 2J1         | Brasilien   | 3           |           |     | Match om tredjepris | Match om tredjepris | Match om tredjepris |  |
|  | 2J1         | Brasilien   | 3           |           |     |                     |                     |                     |  |
|  |             |             |             |           |     |                     |                     |                     |  |
|  |             |             |             |           |     | 1J1                 | Kina                | 1                   |  |
|  |             |             |             |           |     | 1J1                 | Kina                | 1                   |  |
|  |             |             |             |           |     | 1K1                 | Serbien             | 3                   |  |

###### Semifinaler
| 5 augusti 2017 Centro Sportivo Olimpico, Nanjing Speltid: 1h:50 - Åskådare: 4 000 | Serbien | 1 - 3 | Brasilien | 25-20, 23-25, 14-25, 23-25 |
| 5 augusti 2017 Centro Sportivo Olimpico, Nanjing Speltid: 1h:59 - Åskådare: 6 000 | Kina    | 1 - 3 | Italien   | 25-18, 23-25, 22-25, 25-27 |

###### Match om tredjepris
| 6 augusti 2017 Centro Sportivo Olimpico, Nanjing Speltid: 1h:50 - Åskådare: 6 000 | Kina | 1 - 3 | Serbien | 22-25, 25-20, 23-25, 21-25 |

###### Final
| 6 augusti 2017 Centro Sportivo Olimpico, Nanjing Speltid: 2h:08 - Åskådare: 5 000 | Italien | 2 - 3 | Brasilien | 24-26, 25-17, 22-25, 25-22, 8-15 |

#### Grupp 2
|  | Semifinaler | Semifinaler |       |          | Final               | Final               |  |
|  |             |             |       |          |                     |                     |  |
|  | Sydkorea    | 3           |       |          |                     |                     |  |
|  | Sydkorea    | 3           |       |          |                     |                     |  |
|  | Tyskland    | 2           |       |          |                     |                     |  |
|  | Tyskland    | 2           |       | Sydkorea | 0                   |                     |  |
|  |             |             |       | Sydkorea | 0                   |                     |  |
|  |             |             | Polen | 3        |                     |                     |  |
|  | Tjeckien    | 1           | Polen | 3        |                     |                     |  |
|  | Tjeckien    | 1           |       |          |                     |                     |  |
|  | Polen       | 3           |       |          | Match om tredjepris | Match om tredjepris |  |
|  | Polen       | 3           |       |          |                     |                     |  |
|  |             |             |       |          |                     |                     |  |
|  |             |             |       |          | Tyskland            | 3                   |  |
|  |             |             |       |          | Tyskland            | 3                   |  |
|  |             |             |       |          | Tjeckien            | 1                   |  |

##### Semifinaler
| 29 juli 2017 Ostravar Aréna, Ostrava Speltid: 2h:12 - Åskådare: 1 900 | Sydkorea | 3 - 2 | Tyskland | 19-25, 13-25, 25-21, 25-18, 15-12 |
| 29 juli 2017 Ostravar Aréna, Ostrava Speltid: 2h:02 - Åskådare: 2 400 | Tjeckien | 1 - 3 | Polen    | 27-25, 20-25, 21-25, 20-25        |

##### Match om tredjepris
| 30 juli 2017 Ostravar Aréna, Ostrava Speltid: 1h:57 - Åskådare: 1 500 | Tyskland | 3 - 1 | Tjeckien | 25-23, 17-25, 25-20, 25-23 |

##### Final
| 30 juli 2017 Ostravar Aréna, Ostrava Speltid: 1h:32 - Åskådare: 1 900 | Sydkorea | 0 - 3 | Polen | 19-25, 21-25, 21-25 |

#### Grupp 3
|  | Semifinaler | Semifinaler |            |        | Final               | Final               |  |
|  |             |             |            |        |                     |                     |  |
|  | Ungern      | 3           |            |        |                     |                     |  |
|  | Ungern      | 3           |            |        |                     |                     |  |
|  | Frankrike   | 2           |            |        |                     |                     |  |
|  | Frankrike   | 2           |            | Ungern | 3                   |                     |  |
|  |             |             |            | Ungern | 3                   |                     |  |
|  |             |             | Australien | 0      |                     |                     |  |
|  | Australien  | 3           | Australien | 0      |                     |                     |  |
|  | Australien  | 3           |            |        |                     |                     |  |
|  | Venezuela   | 0           |            |        | Match om tredjepris | Match om tredjepris |  |
|  | Venezuela   | 0           |            |        |                     |                     |  |
|  |             |             |            |        |                     |                     |  |
|  |             |             |            |        | Frankrike           | 3                   |  |
|  |             |             |            |        | Frankrike           | 3                   |  |
|  |             |             |            |        | Venezuela           | 0                   |  |

##### Semifinaler
| 22 juli 2017 AIS Arena, Canberra Speltid: 2h:08 - Åskådare: 700 | Ungern     | 3 - 2 | Frankrike | 24-26, 25-18, 21-25, 25-15, 15-11 |
| 22 juli 2017 AIS Arena, Canberra Speltid: 0 - Åskådare: 0       | Australien | 3 - 0 | Venezuela | 25-0, 25-0, 25-0                  |

##### Match om tredjepris
| 23 juli 2017 AIS Arena, Canberra Speltid: 0 - Åskådare: 0 | Frankrike | 3 - 0 | Venezuela | 25-0, 25-0, 25-0 |

##### Final
| 23 juli 2017 AIS Arena, Canberra Speltid: 1h:18 - Åskådare: 1 100 | Ungern | 3 - 0 | Australien | 25-18, 25-18, 25-20 |

## Slutplaceringar
| Pos | Lag                     |
| --- | ----------------------- |
|     | Brasilien               |
|     | Italien                 |
|     | Serbien                 |
| 4   | Kina                    |
| 5   | Nederländerna           |
| 5   | USA                     |
| 7   | Japan                   |
| 8   | Dominikanska republiken |
| 9   | Ryssland                |
| 10  | Thailand                |
| 11  | Turkiet                 |
| 12  | Belgien                 |
| 13  | Polen                   |
| 14  | Sydkorea                |
| 15  | Tyskland                |
| 16  | Tjeckien                |
| 17  | Bulgarien               |
| 18  | Puerto Rico             |
| 19  | Colombia                |
| 20  | Kanada                  |
| 21  | Peru                    |
| 22  | Argentina               |
| 23  | Kroatien                |
| 24  | Kazakstan               |
| 25  | Ungern                  |
| 26  | Australien              |
| 27  | Frankrike               |
| 28  | Venezuela               |
| 29  | Mexiko                  |
| 30  | Kamerun                 |
| 31  | Trinidad och Tobago     |
| 32  | Algeriet                |

## Individuella utmärkelser
| Utmärkelse              | Namn               | Lag       |
| ----------------------- | ------------------ | --------- |
| Mest värdefulla spelare | Natália Pereira    | Brasilien |
| Bästa passare           | Ding Xia           | Kina      |
| Bästa högerspiker       | Tijana Bošković    | Serbien   |
| Bästa vänsterspiker     | Natália Pereira    | Brasilien |
| Bästa vänsterspiker     | Zhu Ting           | Kina      |
| Bästa center            | Ana Beatriz Corrêa | Brasilien |
| Bästa center            | Milena Rašić       | Serbien   |
| Bästa libero            | Monica de Gennaro  | Italien   |